# Cissus reticulata
Cissus reticulata là một loài thực vật hai lá mầm trong họ Nho. Loài này được Blume ex Planch miêu tả khoa học đầu tiên năm 1887.